# Noel Schajris
Nahuel Schajris Rodríguez, conocido como Noel Schajris (Buenos Aires, Argentina; 19 de julio de 1974) es un cantante, compositor y pianista argentinomexicano. Forma parte del dúo Sin Bandera junto a Leonel García, con el que ha lanzado seis álbumes de estudio: Sin Bandera (2002), De viaje (2003), Mañana (2005), Pasado (2006), Una última vez (2016) y Frecuencia (2022).
Como solista, ha grabado duetos con John Legend, Brian Mcknight, Luis Fonsi, Grupo Latino, Bronco y el grupo Reik, entre otros.[cita requerida]

## Biografía

### Inicios
Sus padres son Sergio Schajris y Liliana Rodríguez. Noel era muy motivado tanto por su abuela que le regala un piano, como también por su madre que le regala su primer sintetizador Roland D50, comienza a estudiar piano y desarrollarse como pianista. A raíz de la muerte de su madre, dedica la canción «Aquí» del álbum De viaje (2003), y el tema «Momentos» de su segundo disco como solista Uno no es uno (2009).
La música soul estaba siempre presente en el hogar de este gran artista. En 1995, antes de que Noel sacara su disco como solista Cita en las nubes formó parte del grupo que se llamaba X-tra Soul junto a Hernán Cutel, Ezequiel Rocha y Álex Lencina quienes sacaron un disco No te encapriches uno de sus sencillos «No te encapriches» que fue el tema principal de la serie argentina Como pan caliente, también hicieron un videoclip del tema. En 1996 se presentaron en vivo en CMTV.
En 1996, fue invitado por Andrés Ciro Martínez para interpretar con Los Piojos el tema «Todo pasa», del disco 3er arco, lanzado en ese año.

### Con Sin Bandera
En el año 2000, se unió junto a Leonel García para formar parte del dúo Sin Bandera, el nombre surgió por una ocasión en el que Leonel García y Noel Schajris iban en auto sobre una avenida principal por la Ciudad de México, al pasar por el campo ecuestre llamado Campo Marte, lugar en el que siempre lucía una bandera de México, ese día solo se encontraba el mástil. Con el dúo se han publicado cinco álbumes de estudio: Sin Bandera (2002), De viaje (2003), Mañana (2005), Pasado (2006) y Una última vez (Deluxe Edition) (2016).
Se separaron por primera vez el 25 de junio de 2007, su regreso como dúo fue el 4 de noviembre de 2015 con una gira internacional llamada Sin Bandera: Una última vez.

### Como solista
En 2011, apareció como juez de música en Pequeños gigantes junto a María José, Manuel "El Flaco" Ibáñez, Pierre Angelo, Raquel Ortega y Bianca Marroquín. Además, en ese mismo año formó parte del jurado en el Festival de Viña del Mar, Chile, donde colaboró con Alejandro Sanz en la canción «Lola Soledad».
En agosto de 2012, comenzó a trabajar en el concurso televisivo de talent show argentino, La Voz Argentina como entrenador, acompañando al equipo de Axel. Lanzó su cuarto álbum de estudio como solista Verte nacer el 25 de marzo de 2014.
En 2015, se convirtió en uno de los capitanes del reality show Me pongo de pie junto a Paty Cantú, María León, Pee Wee y los grupos Ha*Ash y Río Roma. Ese mismo año, fue invitado en Elegidos como jurado en reemplazo de Axel y se desempeñó como co-entrenador en el equipo de Luis Fonsi en la primera temporada del programa The Voice Chile de Canal 13.
En 2018 fue invitado a cantar a dueto en los conciertos de Camila Cabello en la Ciudad de México y de Maluma en Los Ángeles y Medellín.[cita requerida] También apareció en la portada anual del especial de hombres de Cosmopolitan Latinoamérica y la edición del décimo aniversario de Esquire Latinoamérica.[cita requerida]

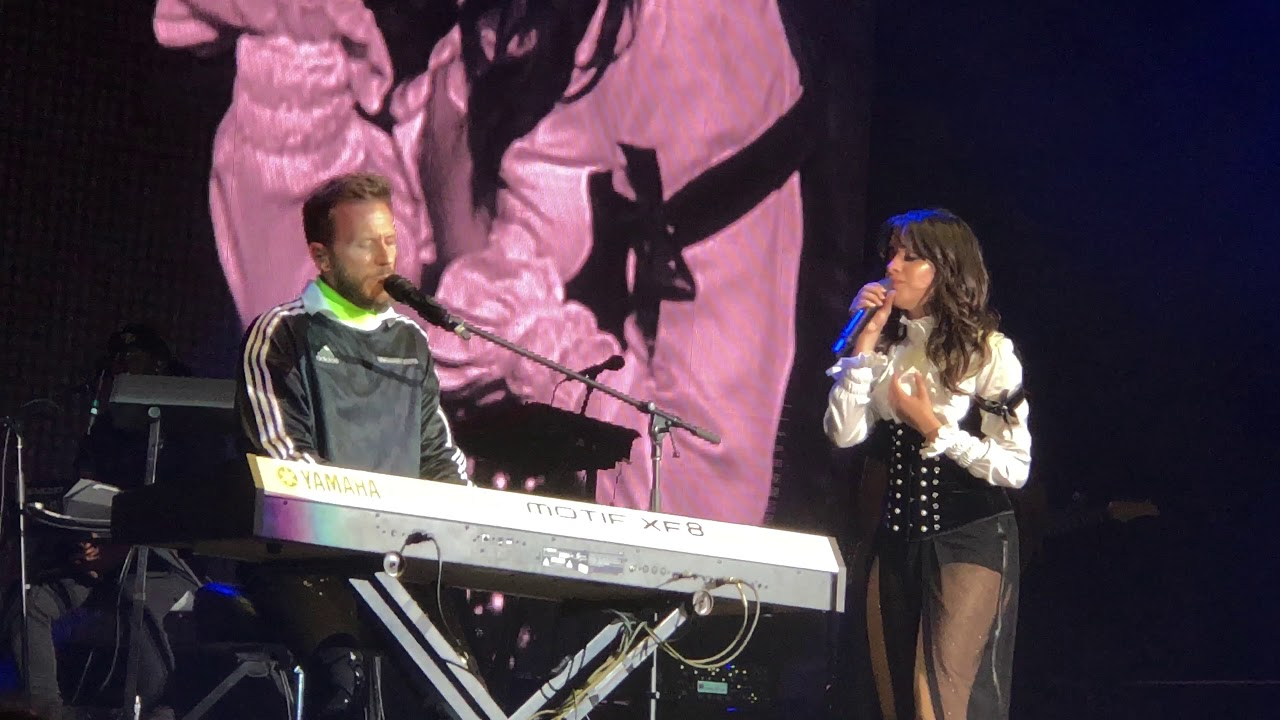
Noel Schajris y Camila Cabello en el Palacio de los Deportes en 2018

## Composición
Noel además de cantar se ha destacado por componer varias de sus canciones, así como también temas para otros artistas. El 26 de marzo de 2002, lanza su álbum debut dentro del dúo musical Sin Bandera, componiendo junto a Leonel García siete de los once temas del disco. El 21 de octubre de 2003, lanzan su segundo álbum de estudio, De viaje, en la cual compone junto a su compañero trece de los dieciséis temas, incluyendo la canción «Amor real» utilizada como tema principal en la telenovela mexicana de Televisa Amor real. El 5 de octubre de 2004, compone el tema «Parte de mi corazón» junto a Claudia Brant incluida en el álbum Fuego de la banda Kumbia Kings. El 15 de noviembre de 2005 compone el tema «Amor eterno» junto a Cristian Castro, incluido en el álbum Días felices. El 26 de junio de 2007 compone el tema «Solitario y solo» junto a Claudia Brant, incluido en el álbum Viento a favor del mexicano Alejandro Fernández.
El 30 de septiembre de 2008 compone el tema «Voy a estar» para el álbum Un día más de la agrupación Reik. Compuso tres temas para el álbum Soy del cantante Víctor Manuelle, «Yo no sé perdonarte» junto a Luis Fonsi y Claudia Brant, «No soy quien» junto a Claudia Brant y «Mi mejor amiga». El 2 de diciembre de 2008, compone el tema «Un minuto más» junto a la cantante colombiana Fanny Lu, incluido en el álbum Dos, además de interpretarla a dueto con la cantante. El 23 de junio de 2009 compone junto a Claudia Brant, Gian Marco el tema «Ni rosas ni juguetes», segundo sencillo de la cantante mexicana Paulina Rubio de su álbum Gran City Pop.

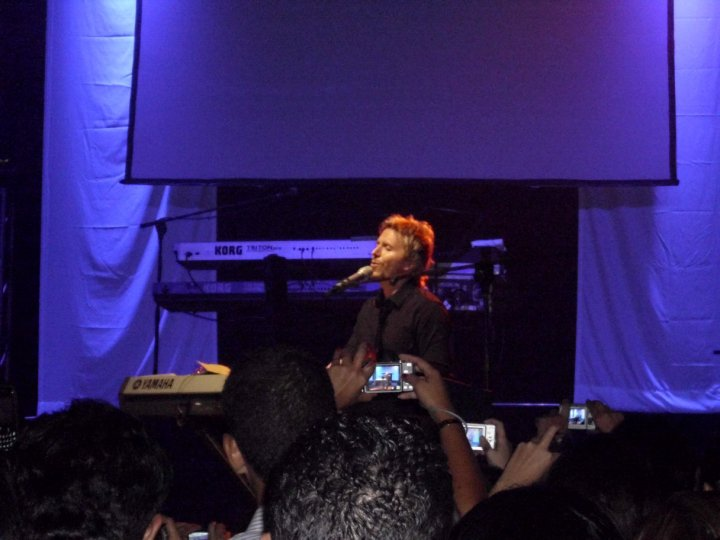
Noel Schajris en Maracaibo, Venezuela.

En 2009 compone junto a Claudia Brant el tema «Caso perdido», para el álbum La jefa de Alicia Villarreal. El 13 de octubre de 2009 lanzó al mercado su segundo álbum de estudio, Uno no es uno, en el cual compone los 13 temas del álbum, incluyendo su primer sencillo «No veo la hora» compuesto junto a su amigo Gian Marco y su segundo sencillo «Momentos» coescrito junto a Claudia Brant. En el disco se incluye el tema «Regresar» utilizado en la película Regresa como bonus track. En noviembre de 2009, compone un tema especial para el Teletón México titulado «No hay imposibles» junto con la boricua Kany García, el peruano Gian Marco y el mexicano Reyli.
El 4 de mayo de 2010, compone los temas «Guapa» y «Esto es lo que soy» incluidos en el álbum Distinto del cantante Argentino Diego Torres. En 2010, compone el tema «Alérgico» junto a Mónica Vélez y Anahí, incluido en la edición deluxe del disco Mi delirio de la cantante, y es lanzada además la versión a dúo del sencillo. El 28 de junio de 2011, compone junto a Luis Fonsi y Mónica Vélez el tema «Nunca digas siempre» para el álbum Tierra firme. En 2011, compone junto a Gian Marco y Claudia Brant nueve de los once temas incluidos en el disco del cantante peruano, titulado Días nuevos.
Compuso el tema «La mitad de nuestro amor» para la edición deluxe del disco de David Bustamante, titulado Más mío. El 25 de septiembre de 2012, compone junto al cantante mexicano Luis Miguel y el cantautor español Alejandro Sanz el tema «Para decirle adiós» incluido en el disco La música no se toca. En 2012, escribe el tema «Absurda», junto a Claudia Brant y Anahí, que sería el nuevo sencillo de la cantante mexicana lanzado el 4 de febrero de 2013. Compone junto a Leonel García la canción «No es cierto» para la cantante mexicana Danna Paola, puesta a la venta el lunes 8 de abril de 2013 a través de descarga digital e interpretada por ambos.

## Vida privada
El 22 de febrero de 2012, contrajo matrimonio con la presentadora de televisión panameña Gwendolyn Stephenson en el residencial Altos del María. Noel y Gwendolyn se conocieron en el año 2004 en el vestíbulo de un hotel en España. El viernes 13 de septiembre de 2013, anunciaron el nacimiento de su hija Emma.

## Filmografía

### Programas
| TV Shows                 | TV Shows      | TV Shows |
| ------------------------ | ------------- | -------- |
| Pequeños gigantes        | Jurado        | 2011     |
| Festival de Viña del Mar | Jurado        | 2011     |
| La Voz Argentina         | Co-entrenador | 2012     |
| Me pongo de pie          | Capitán       | 2015     |
| Elegidos                 | Jurado        | 2015     |
| The Voice Chile          | Co-entrenador | 2015     |
| La Voz Perú              | Entrenador    | 2022     |

### Películas
Solo el amor (2018)

## Discografía

### Como solista
Álbumes de estudio
- 1999: Cita en las nubes
- 2009: Uno no es uno
- 2011: Grandes canciones
- 2014: Verte nacer
- 2020: Mi presente
- 2023: Siempre lo supe